# Una gallega en La Habana
Una gallega en La Habana es una coproducción cubano-mexicana de 1955 del género de comedia dirigida por el director de cine cubano René Cardona quién triunfa en México donde dirige a las grandes estrellas mexicanas.

## Argumento
En esta ocasión Cándida (Niní Marshall) una gallega cuyo novio la dejó en España para venir a trabajar en La Habana, después de 20 años sin noticias del mismo, decide venir a buscarlo, aunque lo único que conoce de él es su nombre. Cándida es confundida en el puerto con una contrabandista de joyas y esto da inicio a una serie de enredos divertidísimos. Cándida, lográ conseguir trabajo en una fábrica de tabacos cuyo dueño es un viudo con una hija. La hija del dueño de la fábrica de tabacos (Ana Bertha Lepe) junto con su novio (Antonio Aguilar) dirigen la propaganda de la fábrica con programas de televisión, levantando así la venta que estaba en muy mal estado. Cándida encuentra que el dueño de la fábrica es su novio. Termina todo con doble boda.